# 제27예비단
제27예비단은 대한민국 공군 교육사령부에서 예비군 집체 훈련과 모병 업무을 맡고 있는 단(Wing)급 지상훈련부대이다, 이 부대는 대령이 지휘한다.

## 역사
이 부대는 1954년 6월 1일에 대전광역시에서 군사 부대가 아닌, 항공교육대 인사처의 하위 부서인 예비군 관리과로 설립되었다.
1988년 공군교육사령부와 함께 진주시로 이사하였다.

## 조직
- 제1교육대
- 제2교육대 - 경기도 수원시; 2010년

## 계보
- 1954년 6월, 공군기술교육단 인사처 예비군관리과
- 1965년, 공군기술교육단 병무관리부
- 1970년, 제502병무관리대
- 1973년 10월, 제502예비단
- 1976년, 제27예비단